# NGC 575
NGC 575 је спирална галаксија у сазвежђу Рибе која се налази на NGC листи објеката дубоког неба.
Деклинација објекта је + 21° 26' 25" а ректасцензија 1h 30m 46,4s. Привидна величина (магнитуда) објекта NGC 575 износи 12,9 а фотографска магнитуда 13,6. NGC 575 је још познат и под ознакама IC 1710, UGC 1081, MCG 3-4-51, KARA 53, CGCG 459-72, PGC 5634.